# マリア・テレーザ・デ・フィリッピス
マリア・テレーザ・デ・フィリッピス（Maria Teresa de Filippis, 1926年11月11日 - 2016年1月8日）は、イタリア出身の元レーシングドライバー。
F1史上初の女性ドライバーとして知られている。

## 経歴
兄弟と自動車で競い、そこで勝った経験からレースに興味を持ち、モータースポーツに足を踏み入れる。スポーツカーレースで活躍し、1955年よりマセラティの公式ドライバーとなる。
1958年シーズンから、ノンタイトル戦であるF1シラクーザGPに参戦し、5位でフィニッシュ。その後、自身が所有していたマセラティで第2戦モナコGPに出走し、初めてF1にエントリーした女性ドライバーとなった。このレースは予選落ちとなったが、第5戦ベルギーGPにも参戦すると、予選を19位で通過しF1デビュー。決勝でも10位完走を果たした。
その後、第9戦ポルトガルGP・第10戦イタリアGPにも参戦し、共に予選を通過（決勝はどちらもリタイヤ）。翌1959年開幕戦モナコGPでは、ポルシェのF2マシンで参戦したが予選不通過となり、同年をもってレースから引退した。
その後、現役時代に縁の深かったマセラティ社で名誉会長を務めた。
2016年1月10日に死去が報じられた。89歳没。

## 人物
- 当時F1に参戦していたルイジ・ムッソは恋人であり、結婚の話も持ち上がっていた。フィリッピスのデビュー戦である1958年ベルギーGPでは、2人揃って決勝に進出したが、ムッソは続く第6戦フランスGPで事故死。2人揃ってのレースはこれが唯一となった。
- ピーター・コリンズ、ジャン・ベーラ等、ムッソ以外のトップドライバーとも仲が良かったが、その多くは事故で逝去している。フィリッピスの引退には、これらによる失意も関係していると言われる。
- 女性のF1ドライバーのうち、決勝に進出した人物は、フィリッピスとレラ・ロンバルディの2名のみ。（共にイタリア出身でもある。）

## レース戦績

### F1
| 年     | エントラント                                      | シャシー | エンジン      | 1       | 2       | 3   | 4   | 5      | 6   | 7   | 8   | 9       | 10      | 11  | WDC | ポイント |
| ------ | ------------------------------------------------- | -------- | ------------- | ------- | ------- | --- | --- | ------ | --- | --- | --- | ------- | ------- | --- | --- | -------- |
| 1958年 | マリア・テレーザ・デ・フィリッピス （マセラティ） | 250F     | マセラティ I6 | ARG     | MON DNQ | NED | 500 | BEL 10 | FRA | GBR | GER |         | ITA Ret | MOR | NC  | 0        |
| 1958年 | セントロ・スッド （マセラティ）                   | 250F     | マセラティ I6 |         |         |     |     |        |     |     |     | POR Ret |         |     | NC  | 0        |
| 1959年 | ポルシェ                                          | RSK (F2) | ポルシェ F4   | MON DNQ | 500     | NED | FRA | GBR    | GER | POR | ITA | USA     |         |     | NC  | 0        |

- 太字はポールポジション、斜字はファステストラップ。(key)

### F1 （ノン・チャンピオンシップ）
| 年     | エントラント                                      | シャシー | エンジン      | 1   | 2   | 3     | 4       | 5   | 6   |
| ------ | ------------------------------------------------- | -------- | ------------- | --- | --- | ----- | ------- | --- | --- |
| 1958年 | マリア・テレーザ・デ・フィリッピス （マセラティ） | 250F     | マセラティ I6 | BUE | GLV | SYR 5 | AIN     | INT | CAE |
| 1959年 | マリア・テレーザ・デ・フィリッピス （マセラティ） | 250F     | マセラティ I6 | BUE | GLV | SYR   | INT Ret | OUL | SIL |

- 太字はポールポジション、斜字はファステストラップ。(key)